# 고노촌 (사가현)
고노촌(神野村)은 사가현 사가군에 설치되었던 촌이다. 현재의 사가시에 해당한다.

## 역사
- 1889년 4월 1일 - 정촌제 시행에 의해 사가군 고노촌이 성립하였다.
- 1918년 - 사가방직이 설립, 이후 다이와방직 사가공장이 되었다.
- 1922년 10월 1일 - 사가시에 편입되었다.

## 참고문헌
- 角川日本地名大辞典 41 佐賀県
- 『市町村名変遷辞典』東京堂出版、1990年。